# Bode (Iowa)
Bode – miasto w Stanach Zjednoczonych, w stanie Iowa, w hrabstwie Humboldt. 

## Demografia
Zgodnie ze spisem statystycznym z 2000, miasto liczyło 327 mieszkańców. W 2023 liczba mieszkańców spadła do 301 osób, a gęstość zaludnienia poniżej 274 osób/km².